# ワイガル語
ワイガル語（ワイガルご）はインド・ヨーロッパ語族インド・イラン語派のヌーリスターン語派に属する言語である。ヌーリスターン・カラシャ語、カラシャ・アラ、ワイガリともいう。カラシャ・アラは「カラシャの言語」という意味でカラシャ語となるが、インド・イラン語派ダルド語群チトラル諸語のカラシャ・ムンをカラシャ語やカラシュ語と呼ぶ。区別のためにカラシャ・アラ（ワイガル語）はヌーリスターン・カラシャ語といい、カラシャ・ムンはチトラル・カラシャ語ともいう。アフガニスタンのヌーリスターン州のワイガル渓谷に住むヌーリスターン人によりで話されている。ワイガル渓谷の中心地はワイガルである。
トレガム語に近い言語である。